# Issy-l'Évêque
 Issy-l'Évêque  es una población y comuna francesa, en la región de Borgoña, departamento de Saona y Loira, en el distrito de Autun y cantón de Issy-l'Évêque.

## Demografía
| 1373 | 1315 | 1158 | 1062 | 1012 | 907 |
| Para los censos de 1962 a 1999 la población legal corresponde a la población sin duplicidades (Fuente: INSEE [Consultar]) |      |      |      |      |     |